# 郗曇
郗曇（320年—361年），字重熙，高平郡金鄉縣人。東晉太尉郗鑒之子，司空郗愔之弟。郗曇在東晉官至北中郎將、徐兗二州刺史，曾與北方鮮卑人建立的前燕政權進行戰爭，但失敗而回。

## 生平
咸和四年（329年），父親郗鑒因平定蘇峻之亂而進爵，本爵高平侯則改封郗曇為東安縣開國伯。郗曇成年後，獲司徒王導辟為秘書郎，當時朝論因為他是名臣之子，屢以法制阻限他升遷，故郗曇三十歲時才轉任通直散騎侍郎，後遷中書侍郎。撫軍將軍司馬昱後任命他為司馬，後郗曇又先後任尚書吏部郎及御史中丞。
平二年（358年），北中郎將荀羨患病，郗曇獲任命為其軍司。同年年末，荀羨因病被徵還，郗曇接任其職，任北中郎将、都督徐兗青幽及揚州之晉陵諸軍事、徐兗二州刺史，假節鎮下邳。次年，朝廷命豫州刺史謝萬攻下蔡，郗曇攻高平，兩者同時攻伐前燕。當時謝萬打算進兵入援洛陽，但此時郗曇因病退屯彭城，謝萬卻以為這舉動是因為前燕軍隊強盛所致，故此倉卒退兵，造成其軍隊自行潰敗。因為此敗，郗曇被降為建威將軍，而河南諸郡亦被前燕攻陷。升平五年（361年）郗曇去世，享年四十二歲，諡號為簡。

## 性格特徵
- 郗曇善草書[1]。唐竇臮《述書賦》卷上曰：“密壯奇姿，撫跡重熙。若投石拔距，怒目揚眉。”
- 郗曇與兄長郗愔皆崇信天師道，因而與信奉佛教的何充兄弟被謝萬譏諷：「二郗諂於道，二何佞於佛。」[2]

## 逸事
- 謝尚（字仁祖）的侍妾阿妃，有國色般美貌，且非常擅長吹笛。謝尚死後，阿妃立誓不改嫁。郗曇當時擔任北中郎將，用權勢設計，得到阿妃為妾。阿妃因此一生都沒和郗曇講話[3]。
- 一說《蘭亭序》真跡在郗曇墓中陪葬，後為征北軍人盜發[4]。

## 子女
- 郗恢，郗曇子，嗣爵，東晉將領，官至征虜將軍、秦雍兩州刺史。後被殷仲堪所殺。
- 郗道茂，郗曇女，嫁王獻之，後離婚。